# Даниил Московски
Дании́л Алекса́ндрович, известен още и като Даниил Московски, е един от най-тачените светци на Руската православна църква и първи московски княз, формално от 1263 г., а de facto от 1276 г.
Даниил е син на Александър Невски, и родоначалник на московския клон князе, а после царе, на Рюриковичи.

## Деца
От жена си Мария има петима сина:
- Юрий III;
- Иван I
- Александър Даниилович, умира през 1322 г.;
- Афанасий Даниилович;
- Борис Даниилович;